# Bryologia Universa
Bryologia Universa (abreviado Bryol. Univ.) es un libro con ilustraciones y descripciones botánicas que fue escrito por el botánico, poeta, y bibliotecario suizo y uno de los briólogos más importantes de su tiempo Samuel Élisée von Bridel y publicado en Leipzig en dos volúmenes en los años 1826-1827.
(Reimpresión Ámsterdam, 1976), con el nombre de Bryologia universa seu Systematica ad novam methodum dispositio, historia et descriptio omnium ...